# Merrill Womach
Merrill Womach (7 de febrero de 1927 - 28 de diciembre de 2014) fue un empresario director fúnebre, organista y cantante evangélico estadounidense, notable tanto por la fundación del Servicio Nacional de Música (ahora Red Global Distribution, Inc.), que proporcionó la música grabada a funerarias a través de América, y por sobrevivir a un accidente de avión el jueves 23 de noviembre de 1961 en Beaver Marsh, Oregon que lo dejó desfigurado con quemaduras de tercer grado en sus manos y toda la cabeza.
Womach autorizó una autobiografía de su recuperación titulado prueba con fuego, en coautoría con su exesposa Virginia con la ayuda de Mel y Lyla White. Una película documental titulada He Restoreth My Soul sobre el accidente de Womach y la recuperación posterior.
Murió mientras dormía el 28 de diciembre de 2014.

## Discografía
- 1960 My Song
- 1967 I Believe in Miracles
- 1968 Merrill Womach Sings Christmas Carols
- 1969 A Time For Us
- 1970 Surely Goodness and Mercy
- 1973 I Stood At Calvary
- 1974 Happy Again
- 1976 Mine Eyes Have Seen The Glory
- 1977 In Concert
- 1977 In Quartet
- 1977 New Life Collectible
- 1979 Images Of Christmas
- 1979 My Favorite Hymns
- 1980 Reborn
- 1981 Classical
- 1981 I'm A Miracle, Lord
- 1981 Merrill
- 1983 Feelin' Good
- 1985 Thank You, Lord